# Camponotus nigriceps
Camponotus nigriceps ist eine Ameisenart aus der Gattung der Rossameisen (Camponotus) innerhalb der Unterfamilie der Schuppenameisen (Formicinae). Sie stammt ursprünglich aus Australien. Smith beschrieb ein Exemplar mit deutlich schwarzem Kopf, worauf sich der Artzusatz nigriceps (nigra, lat. für schwarz und cephal, griech. für Kopf) bezieht.

## Merkmale
Bei den Arbeiterinnen ist der Kopf schwarz oder dunkelbraun, manchmal mit helleren Flecken. Mandibeln und vorderer Clypeus (Kopfschild) sind gewöhnlich dunkler, manchmal auch heller. Mesosoma und Petiolus sind honigfarben oder hellbraun, manchmal rötlich. Coxa und Femur sind heller, Tibia und Tarsus rötlich braun. Der Gaster ist schwarz bis hellbraun, manchmal ist der hintere Teil etwas dunkler als der vordere Teil. Der Großteil des Kopfes ist nie heller als der Großteil des Gasters. Nach Smith ist die Art dünn mit aufrechten, rostfarben Haaren besetzt.
Manche Populationen von Camponotus nigriceps ähneln in Farbe und Behaarung Camponotus loweryi und Camponotus eastwoodi.

## Verbreitung
Camponotus nigriceps kommt mit Ausnahme der Northern Territory und dem Norden von Western Australia in ganz Australien vor.

## Taxonomie
Camponotus nigriceps wurde 1858 von dem britischen Entomologen Frederick Smith anhand einer Arbeiterin als Formica nigriceps erstbeschrieben. Der deutsche Arzt, Naturforscher und Entomologe Julius Roger stellte die Art 1863 in die Gattung der Rossameisen (Camponotus).